# Сальваторианцы

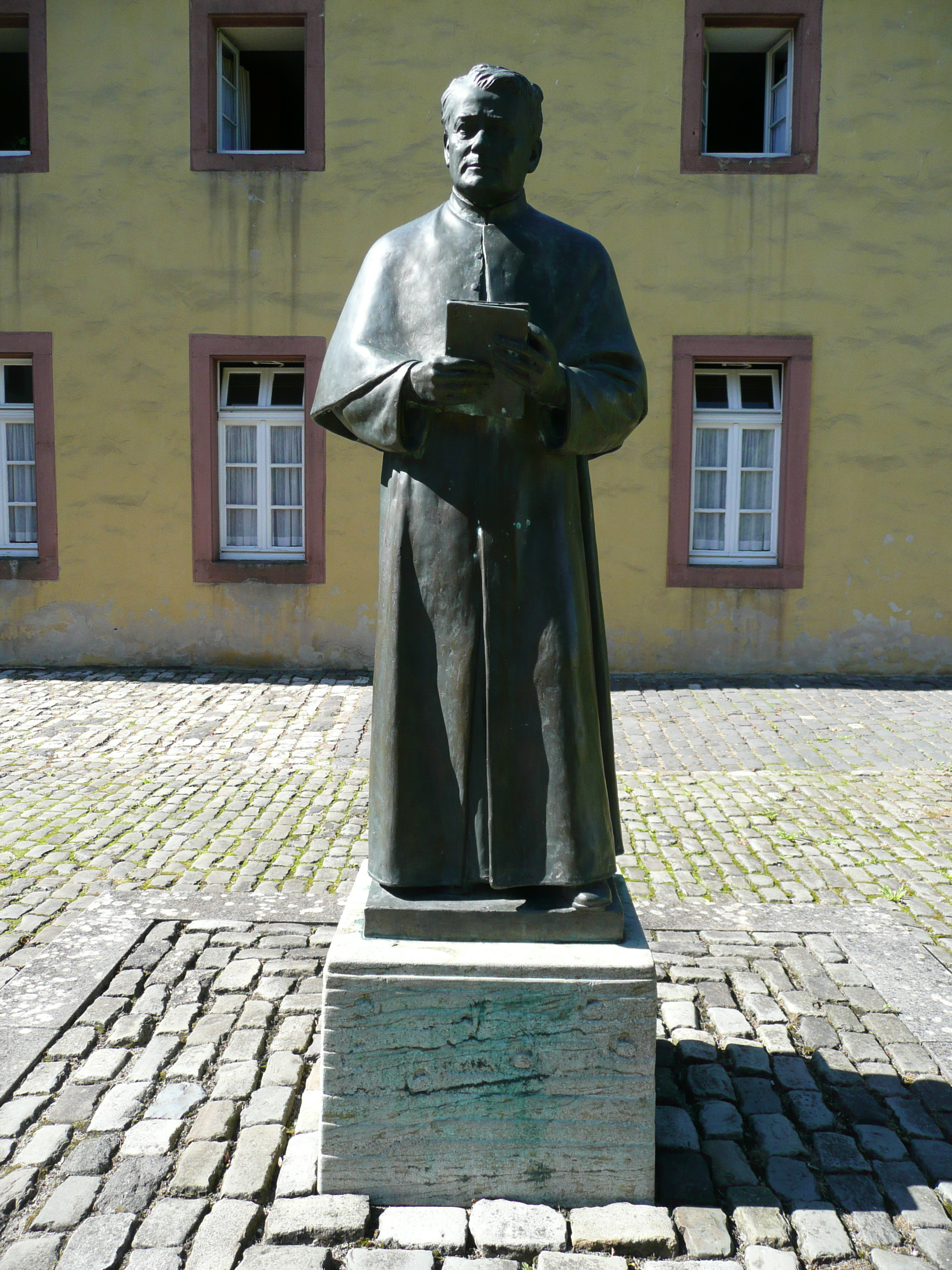
Памятник основателю конгрегации, Иоганну Батисту Йордану

Сальваториа́нцы, Общество Божественного Спасителя (лат. Societas Divini Salvatoris, S.D.S) — монашеская конгрегация, основанная в 1881 году немецким священником Иоганном Батистом Йорданом.

## История
8 декабря 1881 года немецкий священник Иоганн Батист Йордан, изучавший в Риме восточные языки, вместе с группой единомышленников основал конгрегацию, названную первоначально «Общество апостольского обучения». После принятия монашеских обетов основатель взял монашеское имя Франциск Мария Креста. Конгрегация была признана на епархиальном уровне в 1886 году, в 1894 году она была переименована и получила современное название. В 1905 году одобрена Святым Престолом, конституция конгрегации утверждена в 1922 году.
Ещё до папского одобрения в 1889 году Франциск Мария Креста обратился к Святому Престолу с просьбой разрешить миссионерскую деятельность, хотя в конгрегации тогда состояло лишь 17 человек. После получения разрешения сальваторианцы основали миссию в Ассаме, просуществовавшую до Первой мировой войны. Численность ордена постепенно росла, до начала XX века сальваторианцы основали обители в ряде европейских стран, а также в США и Южной Америке. С 1921 по 1953 год существовала миссия в Китае. С 1950 годов сальваторианцы проводили миссионерскую работу в ряде африканских стран.
С 1991 года служат на территории бывшего СССР. В Белоруссии сальваторианцы работают в приходах Браслава и Витебска, в России — в Калининграде и Иркутске, на Украине — в Сваляве и Алёшках.

## Структура и деятельность
Духовность сальваторианцев сосредоточена в стремлении подражать Спасителю, свидетельствуя о Нём жизнью и проповедями. Традиционно, главными направлениями работы сальваторианцев являются миссионерская деятельность и пасторская работа в приходах. Сальваторианцы носят чёрную сутану, препоясанную двойной чёрной верёвкой. Возглавляет орден генеральный настоятель, структурно орден поделён на 10 провинций. В 2013 году сальваторианцы имели свои обители в 40 странах мира. По данным на 2014 год конгрегация насчитывала 1177 монахов, из которых 837 священников, а также 160 обителей.